# Spoorlijn Rosporden - Concarneau
De spoorlijn Rosporden - Concarneau is een gedeeltelijk opgebroken Franse spoorlijn van Rosporden naar Concarneau. De volledige lijn was 14,7 km lang en heeft als lijnnummer 476 000.

## Geschiedenis
De lijn werd geopend door de Compagnie du chemin de fer de Paris à Orléans op 30 juni 1883. Na het sluiten van de lokaalspoorweg naar Quimperlé van de Chemins de fer départementaux du Finistère, werd de aansluiting naar de haven die op meterspoor was aangelegd omgebouwd naar normaalspoor in 1947. 
Reizigersverkeer werd opgeheven op 2 februari 1939 en 28 juni 1940 opnieuw ingevoerd. op 4 oktober 1959 werd het definitief gestaakt. Goederenvervoer tussen Melgven en Concarneau was er tot 1998 en tussen Rosporden en Melgven tot 26 oktober 2021. 
Het gedeelte tussen Rosporden en Melgven is buiten gebruik, tussen Melgven en Concarneau is de lijn opgebroken.

## Aansluitingen
In de volgende plaats is of was er een aansluiting op de volgende spoorlijnen:
Rosporden
RFN 470 000, spoorlijn tussen Savenay en Landerneau

## Elektrische tractie
De lijn werd gedeeltelijk geëlektrificeerd met een spanning van 25.000 volt 50 Hz tussen Rosporden en Melgven in 1992. 

## Galerij

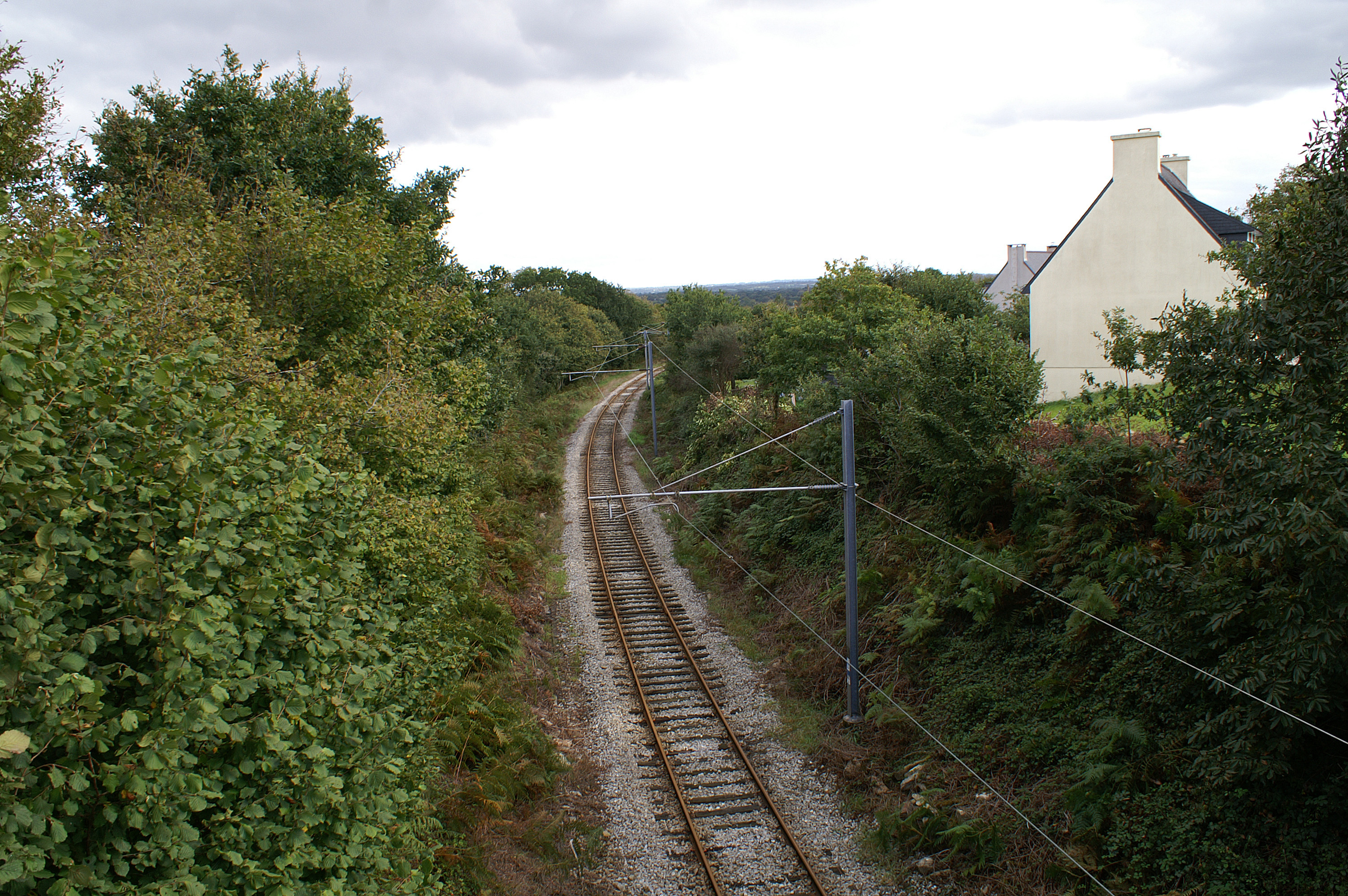
De lijn bij Rosporden in 2010
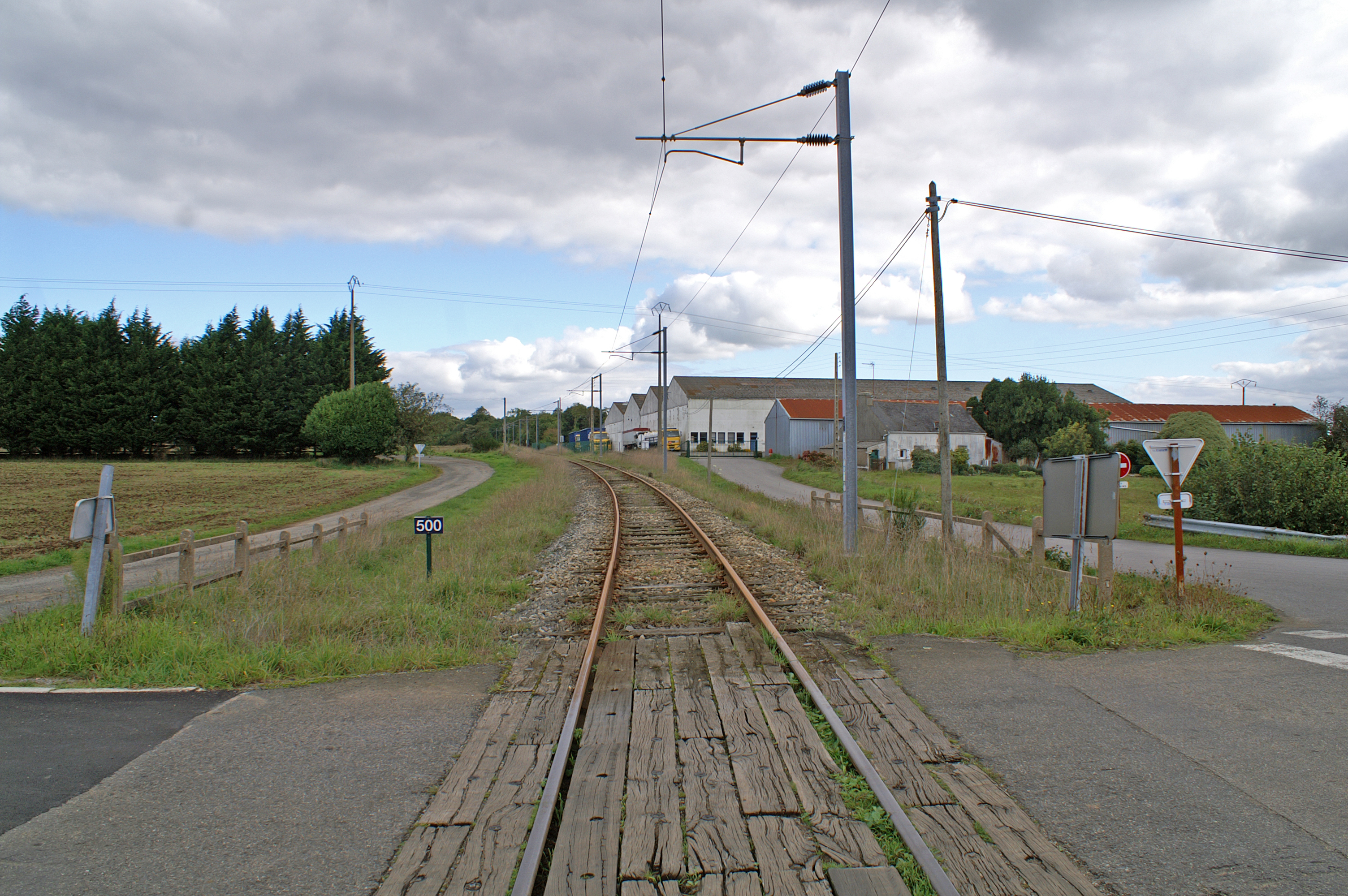
De lijn bij Melgven in 2010
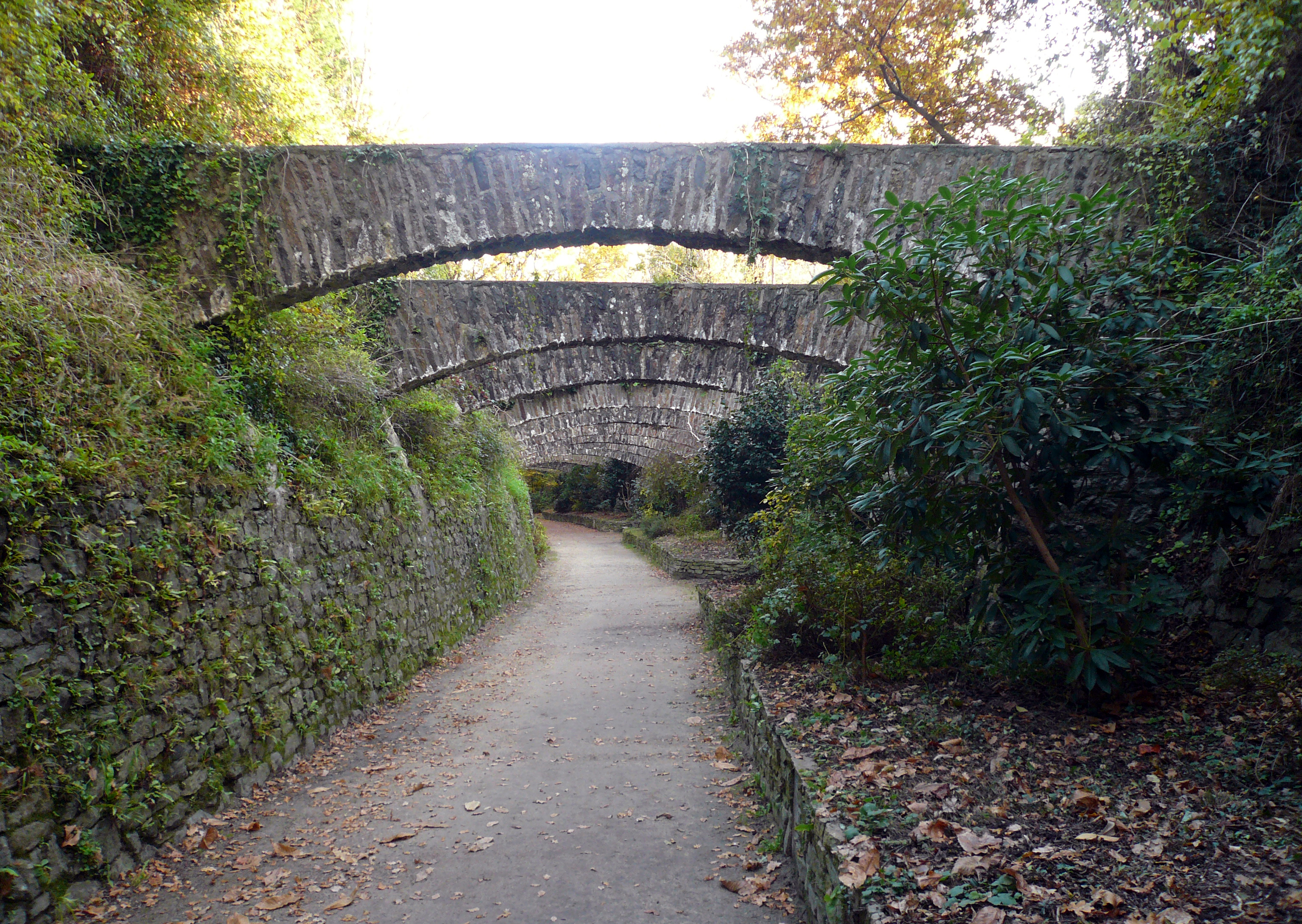
De havenaansluiting in Concarneau